# Сентер (Техас)
Сентер (англ. Center) — город в США, расположенный в восточной части штата Техас, административный центр округа Шелби. По данным переписи за 
2010 год число жителей составляло 5193 человека, по оценке Бюро переписи США в 2018 году в городе проживало 5319 человек.

## История

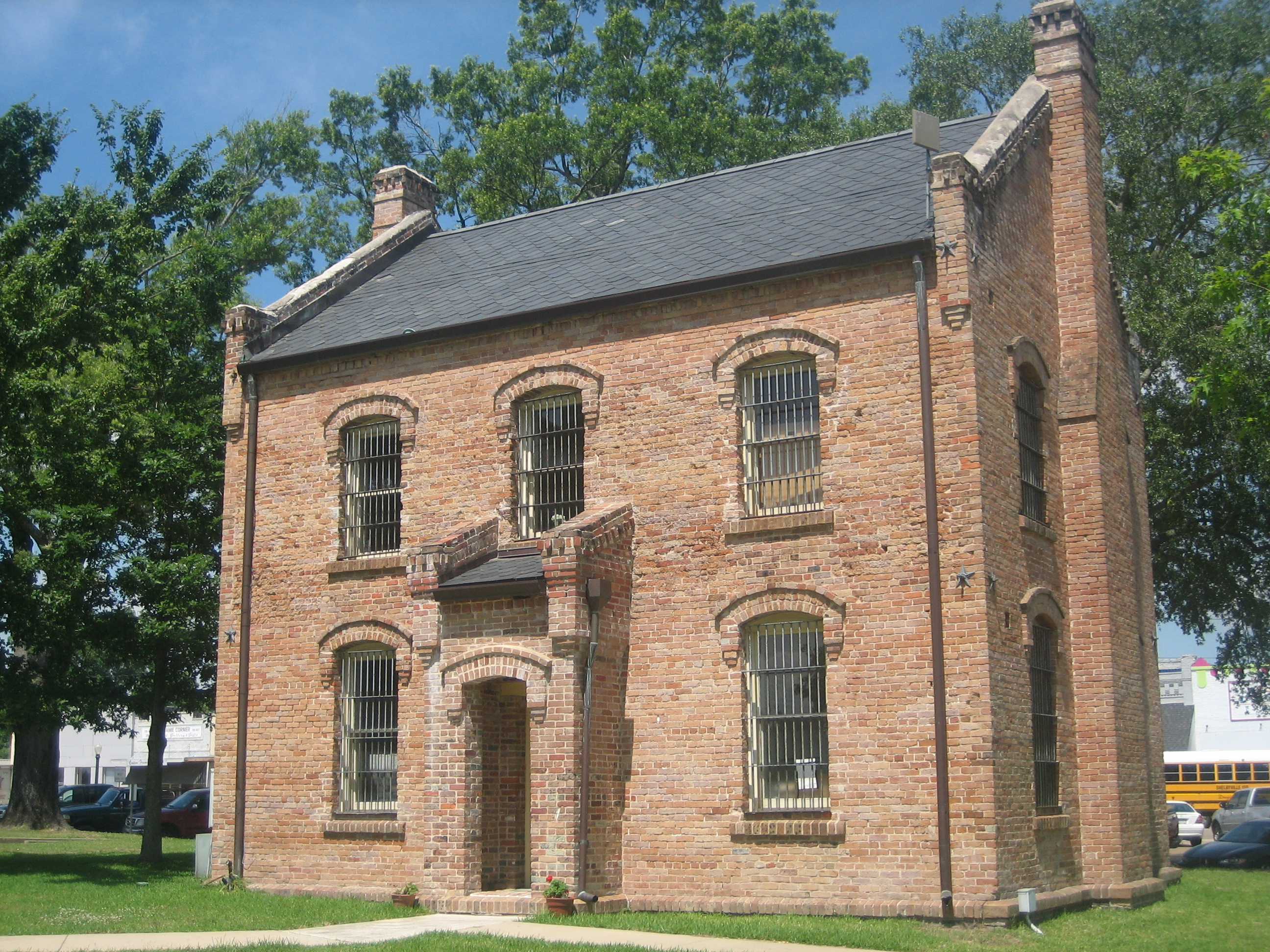
Торговая палата в Сентере, расположенная в старом здании тюрьмы.

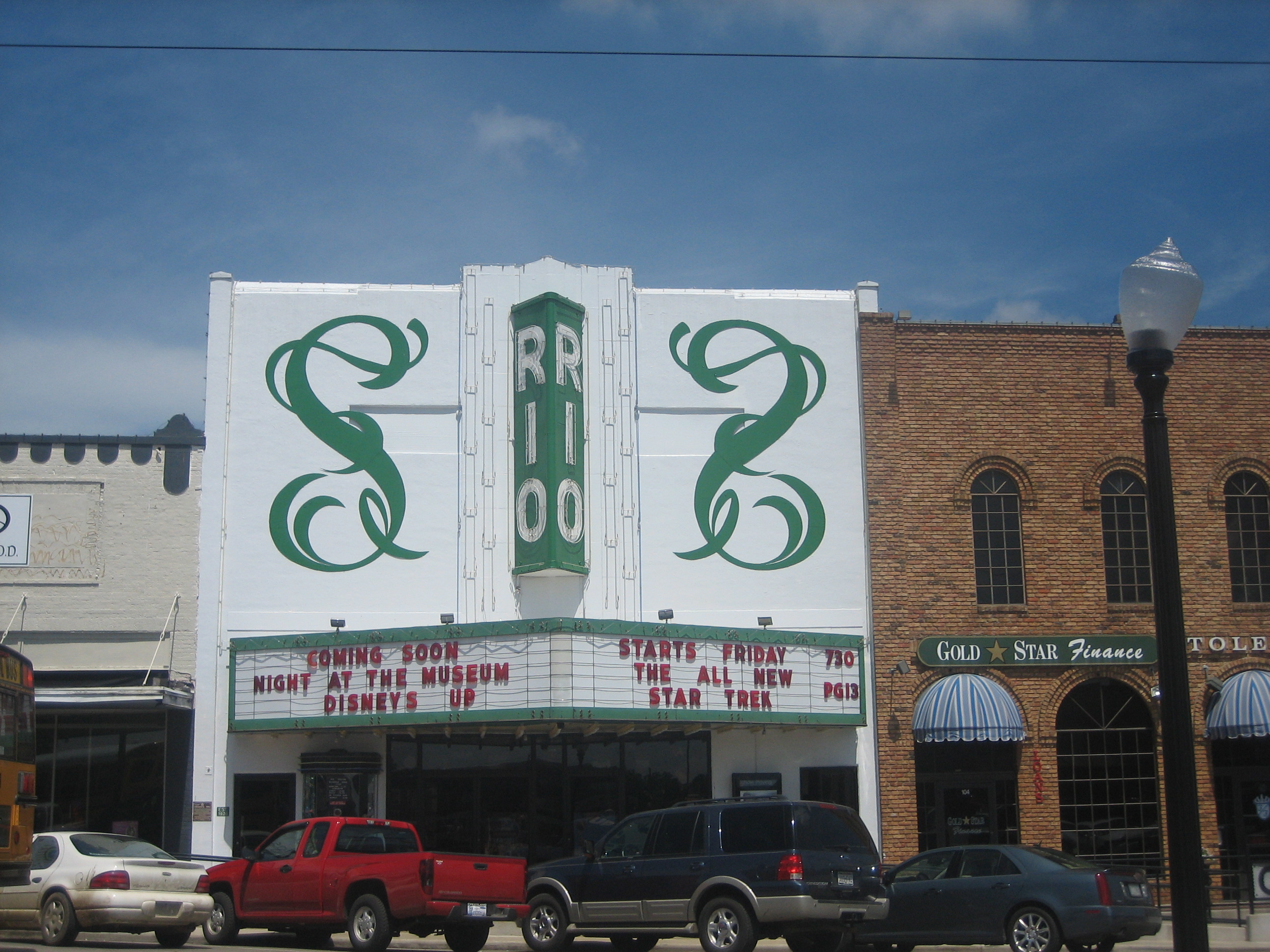
Кинотеатр Rio Theater.

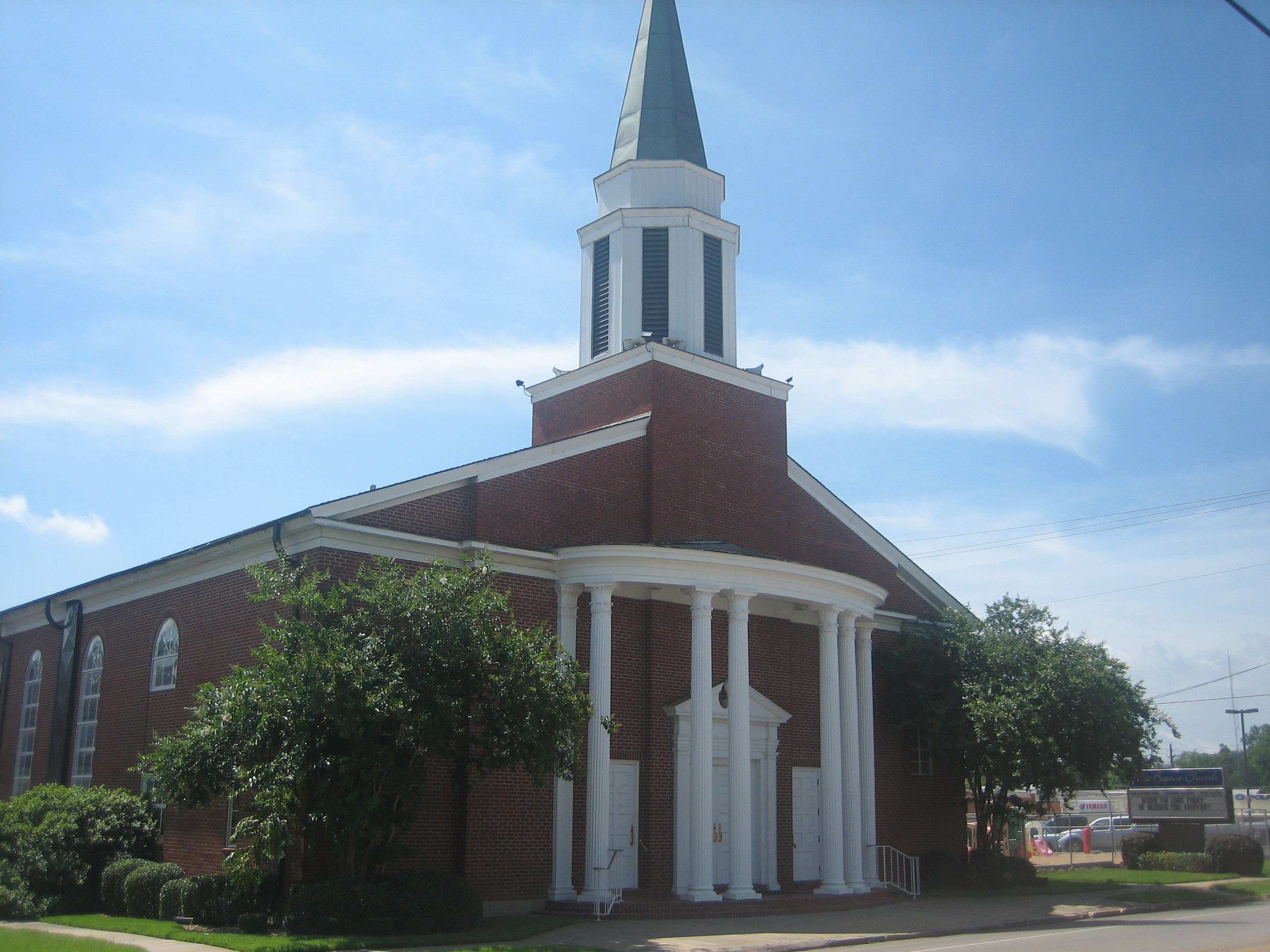
Первая баптистская церковь в центре города.

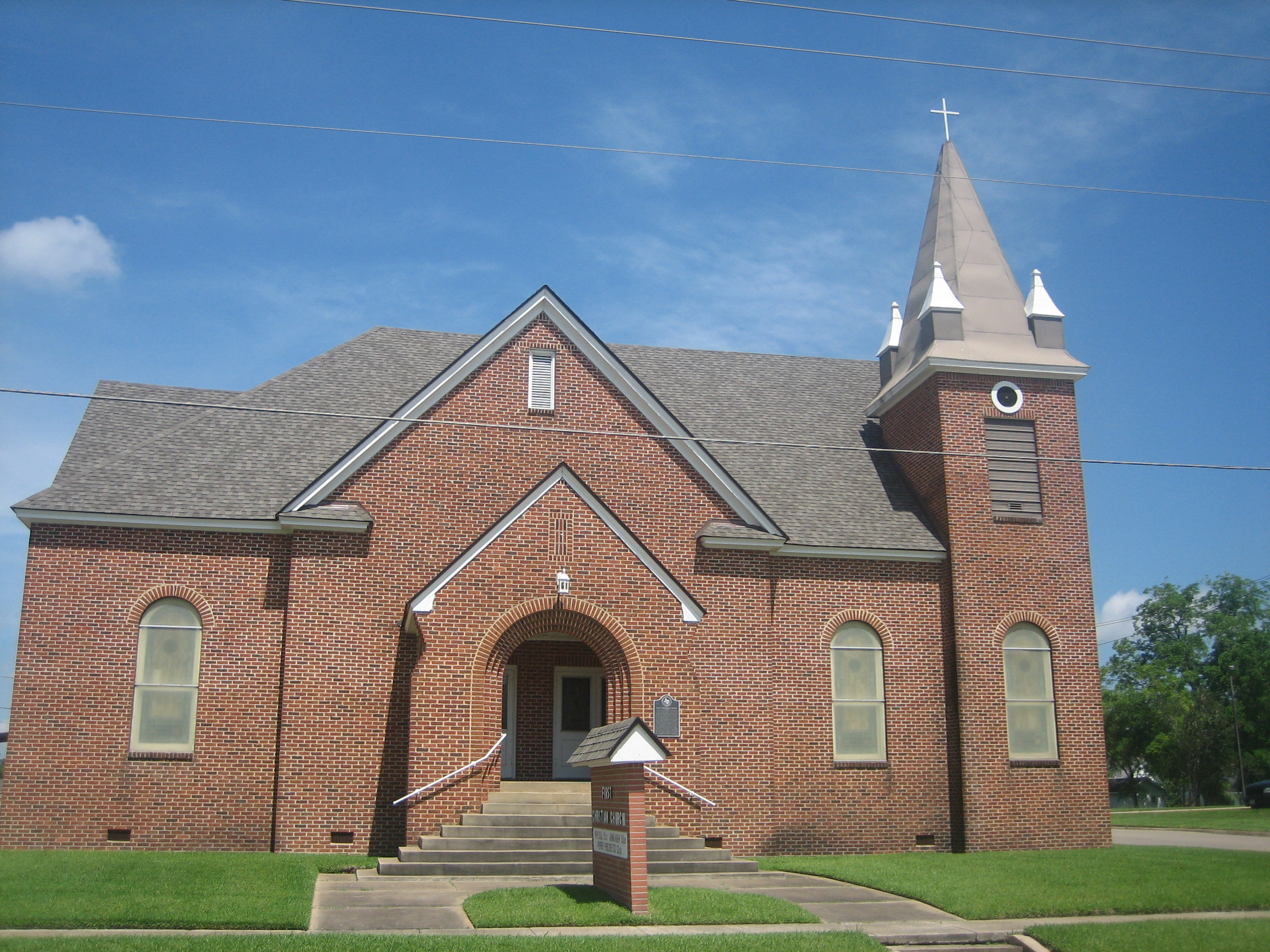
Одна из первых церквей Сентера.

Поселенцы в регионе стали появляться в ходе Войны регуляторов—модераторов 1839-1844 годов. В 1856 году несколько местных предпринимателей пожертвовали землю для города. В январе 1866 года прошли выборы, в результате которых Сентер стал административным центром. Результаты выборов были оспорены и жителям города в итоге пришлось выкрасть архив округа в августе и привезти его в Сентер, чтобы город признали центром. В 1866 году было открыто почтовое отделение. В 1893 году город получил устав, началось формирование органов местной власти.
В 1904 году в город была проведена железная дорога Gulf, Beaumont and Great Northern Railway. В 1905 году в Сентере была проведена телефонная связь, в 1909 году проведено электричество. К середине 1980-х в городе работали птицефабрика, деревообработка, два банка, два кинотеатра, два госпиталя, издавалась газета.

## География
Сентер находится в центральной части округа, его координаты: 31°47′44″ с. ш. 94°10′45″ з. д..
Согласно данным бюро переписи США, площадь города составляет около 17,5 км2, практически полностью занятых сушей.

### Климат
Согласно классификации климатов Кёппена, в Сентере преобладает влажный субтропический климат (Cfa).
| Показатель                    | Янв. | Фев.  | Март | Апр. | Май  | Июнь | Июль | Авг. | Сен. | Окт. | Нояб. | Дек.  | Год   |
| ----------------------------- | ---- | ----- | ---- | ---- | ---- | ---- | ---- | ---- | ---- | ---- | ----- | ----- | ----- |
| Абсолютный максимум, °C       | 29,4 | 32,2  | 34,4 | 34,4 | 37,8 | 42,2 | 43,3 | 43,3 | 44,4 | 37,8 | 32,8  | 28,9  | 44,4  |
| Средний суточный максимум, °C | 14,5 | 16,9  | 20,9 | 25,2 | 28,9 | 32,4 | 34,4 | 34,8 | 31,7 | 26,8 | 20,6  | 16    | 25,3  |
| Средняя температура, °C       | 8,2  | 10,1  | 13,8 | 18,3 | 22,5 | 26,2 | 27,9 | 27,9 | 24,6 | 19,1 | 13,3  | 9,2   | 18,4  |
| Средний суточный минимум, °C  | 1,8  | 3,2   | 6,7  | 11,4 | 16,1 | 19,9 | 21,5 | 20,9 | 17,6 | 11,4 | 6,1   | 2,6   | 11,6  |
| Абсолютный минимум, °C        | −15  | −17,8 | −9,4 | −2,2 | 4,4  | 7,2  | 12,8 | 11,1 | 3,9  | −3,3 | −11,1 | −16,7 | −16,7 |
| Норма осадков, мм             | 114  | 113   | 115  | 115  | 126  | 114  | 86   | 96   | 98   | 106  | 118   | 123   | 1325  |
| Источник: weatherbase.com     |      |       |      |      |      |      |      |      |      |      |       |       |       |

## Население
Согласно переписи населения 2010 года в городе проживало 5193 человека, было 1860 домохозяйств и 1220 семей. Расовый состав города: 45,8 % — белые, 33,1 % — афроамериканцы, 0,3 % — коренные жители США, 0,8 % — азиаты, 0 % (0 человек) — жители Гавайев или Океании, 18,2 % — другие расы, 1,7 % — две и более расы. Число испаноязычных жителей любых рас составило 26,1 %.
Из 1860 домохозяйств, в 38,4 % живут дети младше 18 лет. 39,8 % домохозяйств представляли собой совместно проживающие супружеские пары (18,5 % с детьми младше 18 лет), в 20,6 % домохозяйств женщины проживали без мужей, в 5,2 % домохозяйств мужчины проживали без жён, 34,4 % домохозяйств не являлись семьями. В 29,3 % домохозяйств проживал только один человек, 13,6 % составляли одинокие пожилые люди (старше 65 лет). Средний размер домохозяйства составлял 2,7 человека. Средний размер семьи — 3,36 человека.
Население города по возрастному диапазону распределилось следующим образом: 30,8 % — жители младше 20 лет, 26 % находятся в возрасте от 20 до 39, 28 % — от 40 до 64, 15,2 % — 65 лет и старше. Средний возраст составляет 34 года.
Согласно данным пятилетнего опроса 2018 года, средний доход домохозяйства в Сентере составляет 28 988 долларов США в год, средний доход семьи — 34 316 долларов. Доход на душу населения в городе составляет 14 840 долларов. Около 42,3 % семей и 36,2 % населения находятся за чертой бедности. В том числе 54,4 % в возрасте до 18 лет и 13 % старше 65 лет.

## Местное управление
Управление городом осуществляется мэром и городским советом, состоящим из 6 человек, один из которых выбирается заместителем мэра. Официальные лица избираются сроком на два года, мэр и два члена совета избираются всем городом, четыре остальных члена совета избираются по округам.
Другими важными должностями, на которые происходит наём сотрудников, являются:
- Сити-менеджер
- Городской секретарь
- Заместитель городского секретаря

## Инфраструктура и транспорт
Основными автомагистралями, проходящими через Сентер, являются:
- автомагистраль 96 США идёт с севера от пересечения с автомагистралью 84 США в районе Тенахи на юг к Сан-Огастину.
- автомагистраль 7 штата Техас идёт с северо-востока от пересечения с автомагистралью 84 США в районе Хоакина на юго-запад к Накодочесу.
- автомагистраль 87 штата Техас идёт с северо-запада от пересечения с автомагистралью 84 США в районе Тимпсона на юго-восток к Хемпхиллу.

В городе располагается муниципальный аэропорт Сентера. Аэропорт располагает одной взлётно-посадочной полосой длиной 1677 метров. Ближайшим аэропортом, выполняющим коммерческие рейсы, является региональный аэропорт в Шривпорте. штат Луизиана. Аэропорт находится примерно в 90 километрах к северо-востоку от Сентера.

## Образование
Город обслуживается независимым школьным округом Сентер.

## Экономика
Согласно финансовому отчёту 2015-2016 финансовый год, Сентер владел активами на $43,3 млн, долговые обязательства города составляли $18,09 млн. Доходы города составили $10,27 млн, расходы города — $10,97 млн.